# اف‌ام‌سی
اف‌ام‌سی (انگلیسی: FMC) شرکت صنایع شیمیایی آمریکایی است، که در سال ۱۸۸۳ تأسیس شد.